# Carlos Melzi
Carlos Melzi Bedoya (Arequipa, 14 de junio de 1910-Lima, 9 de agosto de 1993) fue un futbolista peruano, que se desempeñaba como mediocampista, médico y Dirigente deportivo. Fue presidente del club Universitario en 1973 hasta 1976.

## Trayectoria
Nació en 1910, debuta en primera división en 1929 con el club merengue en la edad de 19 años, saldría campeón en el mismo año logrando el primer título en la historia de club al lado de jugadores como Jorge Alba, Plácido Galindo entre otros. En el año  1932 lograría el subcampeonato donde sería parte del plantel de Universitario en esa edición, en ese mismo año se retira del fútbol a la edad de 22 años, en 1973 se convierte en presidente de universitario hasta 1976 en su período como presidente consigue el título de 1974, también sería médico del primer equipo. En 9 de agosto de 1993 fallecería a la edad de 83 años.

## Clubes
| Club          | País | Año         |
| ------------- | ---- | ----------- |
| Universitario | Perú | 1929 - 1932 |

## Palmarés
| Título                    | Club                      | País | Año  |
| ------------------------- | ------------------------- | ---- | ---- |
| Primera División del Perú | Universitario de Deportes | Perú | 1929 |